# Учреждение об императорской фамилии
Учрежде́ние об импера́торской фами́лии — утверждённый 5 (16) апреля 1797 года российским императором Павлом I закон Российской империи, определявший состав, правовой статус, материальное положение, преимущества и обязанности, титулы и иное членов российской императорской фамилии. Закон также учреждал Департамент уделов для их содержания. 
Согласно «Учреждению», члены семьи императора составили особую группу, бывшую вне общей сословной системы государства и обладавшую значительными правовыми и имущественными преимуществами
Одновременно с «Учреждением об императорской фамилии» в день коронации императором Павлом I был обнародован «Акт о наследовании императорского престола».